# Wildes Amerika – Zeugen der Eiszeit
Wildes Amerika – Zeugen der Eiszeit (im englischen Original Wild New World) ist ein Dokumentarfilm der BBC, welcher 2002 erschien. Thema des Dokumentarfilmes sind die Landschaften sowie die Megafauna Nordamerikas während des späten Pleistozäns. Erstmals wurde er in Großbritannien auf dem BBC2 zwischen dem 3. Oktober und dem 7. November 2002 ausgestrahlt. In Deutschland wurde die Dokumentation zum ersten Mal am 23. Dezember 2003 auf VOX ausgestrahlt. Es handelt sich bei dieser Dokumentation um einen Trickfilm, bei dem computeranimierte Elemente in reale Landschaftsaufnahmen eingebunden wurden. Einige Kreaturen wurden jedoch auch durch lebende Tiere durch „live-acting“ dargestellt.

## Handlung
In der Dokumentation werden verschiedene archäologische und paläontologische Funde aus dem späten Pleistozän vorgestellt, deren Ursprung und Entstehung anschließend erklärt werden, wobei sowohl auf rezente (z. B. Jaguare) sowie ausgestorbene Tiere (z. B. Mammut americanum) eingegangen wird. Auch werden oftmals ehemalige Lagerplätze der Paläoindianer betrachtet und rekonstruiert. Ein weiterer Bestandteil der Dokumentation ist es, die Lebensweise ausgestorbener Kreaturen zu rekonstruieren, wofür auch Rückschlüsse aus dem Leben ihrer rezenten, nächsten Verwandten gezogen werden.

### Land der Giganten
In dieser Folge wird ein Land vorgestellt, welches während der letzten Eiszeit vor 14.000 Jahren die beiden Länder Sibirien und Alaska miteinander verband: Beringia. Es war nicht von Eis bedeckt und daher ein Lebensraum für viele Tiere, unter anderem für Mammuts, Kurznasenbären, Moschusochsen oder Pferde. Unter anderem werden die verschiedenen Strategien, mit welchen die Säugetiere auf die extreme Kälte reagierten, erklärt. Der Zuschauer sieht außerdem eine Herde Wollhaarmammuts, deren Alphatier einen jungen Herausforderer abwehren muss. Ein weiterer Schwerpunkt der Folge sind Lebens- und Ernährungsweise der ersten Paläoindianer, welche während der späten Eiszeit die Inseln entlang der Küste Alaskas bewohnten.
- Wollhaarmammut (Mammuthus primigenius)
- Kurznasenbär (Arctodus sp.)
- Moschusochsen
- Steppenbison (Bison priscus)
- Grauwolf
- Saigaantilope
- Equus lambei (unbenannt)
- Dall-Schaf
- Polarfuchs
- Grizzlybär
- Rentier
- Polarhase
- Amerikanischer Löwe (Panthera atrox)
- Arktischer Ziesel
- Amerikanisches Mastodon (Mammut americanum)
- Homotherium

### Die weiße Savanne
In dieser Folge werden die Great Plains, ein Gebiet östlich der Rocky Mountains in Amerika, als üppige Grassavanne dargestellt, welche Lebensraum für zahllose Tierarten ist, so zum Beispiel für Kamele, Pferde, Bisons oder Präriemammuts. Unter anderem werden Amerikanische Löwen oder Amerikanische Geparde bei der Jagd gezeigt. Es gab jedoch auch einige Orte, welche für Tiere aller Art zu einer Falle ohne Ausweg wurden und an denen sich die Fossilien jener Tiere perfekt konserviert hatten. So beispielsweise Hot Springs, ein ausgetrockneter Teich im heutigen South Dakota. Außerdem wird Floridas Landschaft und damalige Fauna dargestellt, so beispielsweise Glyptotherium, ein gigantischer Verwandter der heutigen Gürteltiere.
- Präriemammut (Mammuthus columbi)
- Smilodon
- Kurzschnauzenbär (Arctodus sp.)
- Gürteltier
- Amerikanischer Löwe (Panthera atrox)
- Gabelbock
- Amerikanischer Gepard
- Florida Panther
- Amerikanisches Zebra
- Präriehund
- Bison
- Grauwolf
- Kojote
- Eremotherium
- Equus conversidens
- Glyptotherium (als Glyptodon bezeichnet)
- Petrocheilodon pyrrhonota
- Beifußhuhn
- Kanadakranich
- Camelops
- Wapiti
- Jaguar
- Waschbär
- Weißwedelhirsch
- Hemiauchenia
- Mississippi-Alligator
- Faultier
- Neochoerus pinckneyi

### Mammuts in Manhattan
In der letzten Episode der Serie wird erklärt, welche Gründe das Aussterben der vielen Großtiere in Nordamerika am Ende der Eiszeit hatte. Als Faktoren werden Klimaveränderungen oder die Bejagung durch Menschen angeführt. Anschließend erfährt der Zuschauer, dass dennoch viele große Tiere in Nordamerika bis heute überlebt haben, so z. B. Bisons oder Pumas. Des Weiteren wird erklärt, wie die amerikanischen Siedler seit Christoph Kolumbus Amerika kolonialisierten und sesshaft wurden, was bis zur Entstehung moderner Städte führte. Daraufhin erklärt der Sprecher dem Zuschauer, wie viele überlebende Tiere sich auf ein Leben in der Stadt umgestellt haben, beispielsweise wärmen sich Karibik-Manatis im warmen Wasser eines Kraftwerkes in Florida auf. Die Dokumentation endet in einem Freizeitpark in Florida, dessen Gebiet der afrikanischen Serengeti nachempfunden ist. Dort sieht man nun statt der afrikanischen Tiere Präriemammuts.
- Präriemammuts
- Karibik-Manati
- Nothrotheriops
- Rundschwanzsperber
- Kaninchenkauz
- Mustang
- Hausrind
- Mexikanische Bulldoggfledermaus
- Elch
- Amerikanisches Mastodon
- Löwe
- Afrikanischer Elefant
- Grauhörnchen
- Stockente
- Amerikascherenschnabel

## Weiterführende Links
- Wildes Amerika – Zeugen der Eiszeit bei IMDb
- Wildes Amerika auf BBC Programmes
- Wildes Amerika auf BBC Online